# 薩里塔 (德克薩斯州)
薩里塔（英語：Sarita）是一個位於美國德克薩斯州凱內迪縣的城市。根據2010年美國人口普查，該地共人口238人，而該地的面積約為3.17平方千米。同時該地也是凱內迪縣的縣治。

## 地理
薩里塔的座標為27°13′18″N 97°47′21″W / 27.22167°N 97.78917°W，而該地的平均海拔高度為11米（即36英尺）。